# Sender Ravensburg (Höchsten)

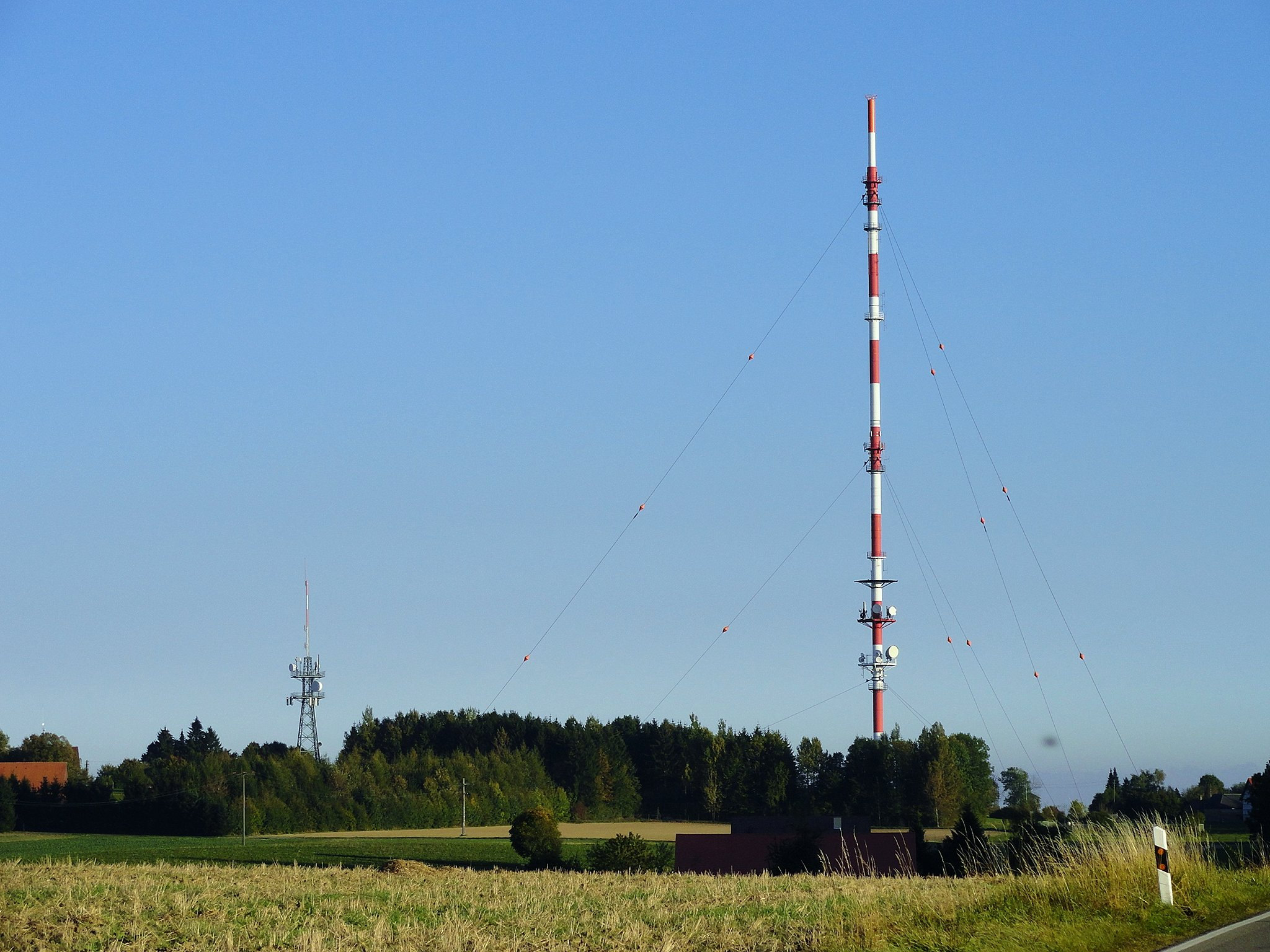
Beide Sendemasten auf dem Höchsten

Der Sender Ravensburg auf dem Höchsten bei Glashütten (Gemarkung Illmensee) ist ein 172 m hoher, abgespannter Stahlrohrmast der Deutschen Telekom AG, der bis zum 27. November 2007 als Grundnetzsender (Fernsehsender Ravensburg) für die Fernsehprogramme ZDF und SWR Fernsehen Baden-Württemberg diente. Seither werden von dieser Sendeanlage stattdessen zwölf Fernsehprogramme über DVB-T mit Rundstrahlungscharakteristik verbreitet.
Der Sendemast des Sender Ravensburg stellt das höchste Bauwerk des Landkreises Sigmaringen dar, nachdem der 244 Meter hohe Hauptsendemast des Bodenseesenders bei Meßkirch im Jahr 2013 nach Betriebseinstellung gesprengt wurde.
Weiter ostnordöstlich des Senders steht noch ein weiterer, als freistehende Stahlfachwerkkonstruktion ausgeführter Antennenträger. Diese zweite Mastkonstruktion wurde im Jahr 1961 zunächst als Antennenträger für das ZDF erstellt, heute dient dieser Mast mit verschiedenen Antennenanlagen diversen Funkdiensten. (Geographische Lage: 47° 49′ 20,5″ N, 9° 24′ 3,5″ O)

## Frequenzen und Programme

### Digitales Fernsehen (DVB-T2)
Die DVB-T-Ausstrahlungen vom Sender Ravensburg laufen seit 27. November 2007 und sind im Gleichwellenbetrieb (Single Frequency Network) mit anderen Sendestandorten. Seit 24. Oktober 2018 wird DVB-T2 ausgestrahlt.
| Kanal | Frequenz (MHz) | Multiplex                            | Programme im Multiplex | ERP (kW) | Antennendiagramm rund (ND)/ gerichtet (D) | Polarisation horizontal (H)/ vertikal (V) | Modulations- verfahren | FEC | Guard- intervall | Bitrate (MBit/s) | SFN                                      |
| ----- | -------------- | ------------------------------------ | --- | -------- | ----------------------------------------- | ----------------------------------------- | ---------------------- | --- | ---------------- | ---------------- | ---------------------------------------- |
| 43    | 650            | ARD Digital (SWR)                    | - Das Erste HD - ARTE HD - Phoenix HD - One HD - tagesschau24 HD                                                                 | 50       | ND                                        | H                                         | 64-QAM (16-k-Modus)    | 3/5 | 19/256           | 24,6             | Donaueschingen, Ravensburg, Ulm-Ermingen |
| 47    | 682            | ARD regional (SWR) Baden-Württemberg | - SWR Fernsehen HD (Baden-Württemberg) - SWR HD (Rheinland-Pfalz) - hr-fernsehen HD - Bayerisches Fernsehen HD Süd - WDR HD Köln | 50       | ND                                        | H                                         | 64-QAM (16-k-Modus)    | 3/5 | 19/256           | 24,6             | Donaueschingen, Ravensburg, Ulm-Ermingen |
| 37    | 602            | ZDF                                  | - ZDF HD - 3sat HD - ZDFinfo HD - KiKA HD - ZDFneo HD                                                                            | 50       | ND                                        | H                                         | 64-QAM (16-k-Modus)    | 3/5 | 19/128           | 22               | Donaueschingen, Ravensburg, Ulm-Ermingen |

### Digitales Radio (DAB)
Die DAB+-Ausstrahlung vom Sender Ravensburg läuft seit 18. November 2015 und ist im Gleichwellenbetrieb (Single Frequency Network) mit anderen Sendestandorten.
Eine 4-fach gestockte Antennenanlage mit jeweils 2 Horizontalen und 2 Vertikalen Abstrahlrichtungen (Mischpolarisation) sendet die Signale in ca. 92 m Höhe.
| Block                        | Programme (Datendienste) | ERP (kW) | Antennen- diagramm rund (ND), gerichtet (D) | Polarisation horizontal (H)/ vertikal (V) | Gleichwellennetz (SFN) |
| ---------------------------- | --- | -------- | ------------------------------------------- | ----------------------------------------- | --- |
| 5C DR Deutschland (D__00188) | DAB+ Block der Media Broadcast: - Absolut relax (72 kbps) - Dlf (104 kbps) - Dlf Kultur (112 kbps) - Dlf Nova (104 kbps) - DRadio DokDeb (48 kbps) - Energy Digital (72 kbps) - ERF Plus (64 kbps) - Klassik Radio (72 kbps) - Radio Bob (72 kbps) - Radio Horeb (48 kbps) - Radio Schlagerparadies (64 kbps) - Schwarzwaldradio (64 kbps) - sunshine live (72 kbps) - DRadio Daten (32 kbps Daten) - EPG Deutschland (16 kbps Daten) - TPEG (16 kbps Daten) - TPEG_MM (16 kbps Daten) | 10       | ND                                          | H/V                                       | - Baden-Württemberg: Aalen, Baden-Baden (Fremersberg), Bad Mergentheim, Blauen, Brandenkopf, Donaueschingen, Feldberg im Schwarzwald, Freiburg (Vogtsburg-Totenkopf), Geislingen (Oberböhringen), Großerlach (Hohe Brach), Heidelberg (Königstuhl), Heilbronn (Schweinsberg), Hochrhein (Rickenbach), Hornisgrinde, Pforzheim (Schömberg-Langenbrand), Raichberg, Ravensburg (Höchsten), Reutlingen, Stuttgart (Frauenkopf), Ulm (Kuhberg) - Bayern: Amberg (Hirschau), Aschaffenburg (Pfaffenberg), Augsburg (Hotelturm), Bad Tölz (Gaißach), Balderschwang, Bamberg (Geisberg), Büttelberg, Brotjacklriegel, Dillberg, Grünten, Herzogstand, Hochberg (Traunstein), Hoher Bogen, Inntal (Ebbs), Ingolstadt (Gelbelsee), Kreuzberg/Rhön, Landshut (Altdorf), München (Olympiaturm), Nennslingen (Büchelberg), Nürnberg, Oberammergau, Ochsenkopf, Passau, Pfänder, Pfaffenhofen, Pfarrkirchen, Pfronten, Regensburg (Hohe Linie), Unterringingen, Untersberg, Wendelstein (Bayrischzell), Würzburg (Frankenwarte) - Berlin: Berlin (Alexanderplatz), Berlin (Scholzplatz) - Brandenburg: Bad Belzig, Booßen, Brandenburg/Havel, Calau, Casekow, Cottbus, Eberswalde (geplant), Eisenhüttenstadt, Neuruppin (geplant), Petkus, Pritzwalk, Templin - Bremen: Bremen (Walle), Bremerhaven-Schiffdorf - Hamburg: Hamburg (Moorfleet), Hamburg (Heinrich-Hertz-Turm) - Hessen: Bad Hersfeld (Rimberg), Biedenkopf (Sackpfeife), Fulda (Hummelskopf), Frankfurt (Europaturm), Gelnhausen (Schnepfenkopf), Gießen (Dünsberg), Großer Feldberg, Hardberg, Hohe Wurzel, Hoher Meißner, Kassel (Habichtswald), Mainz-Kastel - Mecklenburg-Vorpommern: Garz (Rügen), Güstrow, Malchin, Neubrandenburg-Süd, Neustrelitz (geplant), Rostock (Toitenwinkel), Röbel, Schwerin (Zippendorf-Gr.Dreesch), Torgelow, Wismar/Rüggow, Züssow - Niedersachsen: Aurich-Popens, Braunschweig (Broitzem), Braunschweig (Drachenberg), Cuxhaven-Stadt, Dannenberg, Göttingen (Bovenden-Osterberg), Hannover (Telemax), Lingen, Lüneburg-Neu Wendhausen, Molbergen-Peheim, Osnabrück (Bramsche-Schleptruper Egge), Hildesheim (Sibbesse), Steinkimmen, Uelzen, Visselhövede, Wilhelmshaven - Nordrhein-Westfalen: Aachen (Karlshöhe), Bergneustadt-Wiedenest (R), Bielefeld (Hünenburg), Bonn (Venusberg), Dortmund (Florianturm), Düsseldorf (Rheinturm), Eggegebirge, Herscheid, Hochsauerland (Hunau), Hürtgenwald-Großhau, Köln (Colonius), Langenberg, Lügde-Rischenau (Köterberg), Meschede (geplant), Minden (Jakobsberg), Münster (Fernmeldeturm), Schöppingen, Siegen-Süd, Wesel - Rheinland-Pfalz: Bad Kreuznach (Schanzenkopf), Bad Marienberg (Westerwald), Bornberg, Daun (Eifel), Edenkoben (Kalmit), Heckenbach-Schöneberg (Ahrweiler), Haardtkopf (geplant), Idar-Oberstein, Kaiserslautern, Kettrichhof, Koblenz (Kühkopf), Schnee-Eifel (geplant), Trier (Petrisberg) - Saarland: Merzig-Merchingen, Saarbrücken (Schoksberg) - Sachsen: Chemnitz, Dresden, Geyer, Leipzig, Löbau, Neustadt, Niederschöna (geplant), Oschatz, Schöneck, Zwickau Ost - Sachsen-Anhalt: Brocken, Burg, Dequede, Petersberg, Pettstädt (Weißenfels), Schneidlingen, Wittenberg - Schleswig-Holstein: Bungsberg, Bredstedt, Flensburg, Garding, Heide, Helgoland, Hennstedt, Itzehoe, Kiel (Kronshagen), Lübeck (Stockelsdorf), Schleswig, Niebüll (Süderlügum), Westerland (Sylt) - Thüringen: Bleßberg (Sonneberg), Erfurt-Hochheim, Gera, Inselsberg, Jena (Oßmaritz), Kulpenberg, Lobenstein (Sieglitzberg), Saalfeld (Remda), Weimar (Ettersberg) |
| 8A SWR BW S (D__00372)       | DAB+ Block des SWR - SWR1 BW (112 kbps) - SWR Kultur (128 kbps) - SWR3 (Rheinland bis Bodensee) (112 kbps) - SWR4 FN (Studio Friedrichshafen) (112 kbps) - SWR4 FR (Südbaden) (112 kbps) - SWR4 S (Studio Stuttgart) (112 kbps) - SWR4 TU (Studio Tübingen) (112 kbps) - SWR4 UL (Studio Ulm) (112 kbps) - SWR Aktuell (72 kbps) - DASDING (112 kbps) - EPG (24 kbps) - TPEG (16 kbps)                                                                                                 | 5        | ND                                          | H/V                                       | Grünten, Konstanz, Memmingen/Niederrieden, Ravensburg (Höchsten), Pfänder (Vorarlberg), Waldburg, Weingarten (Schussental) |
| 8C Antenne DE (D__00361)     | DAB-Block von Antenne Deutschland: - 80s80s (72 kbps) - 90s90s (72 kbps) - Absolut Bella (72 kbps) - Absolut Germany (72 kbps) - Absolut Hot (72 kbps) - Absolut Oldie (72 kbps) - Absolut Top 2000er (72 kbps) - AIDAradio (72 kbps) - Ballermann Radio (72 kbps) - Beats Radio (72 kbps) - Brillux Radio (72 kbps) - Nostalgie (72 kbps) - Oldie Antenne (72 kbps) - RTL Radio (72 kbps) - Rock Antenne (72 kbps) - Toggo Radio (72 kbps)                                            | 10       | ND                                          | H/V                                       | - Baden-Württemberg: Blauen, Donaueschingen, Freiburg (Vogtsburg-Totenkopf), Pfänder, Raichberg, Ravensburg (Höchsten) |
| 11B OAS BW (D__00201)        | DAB+-Multiplex der ON AIR support GmbH: - Antenna BW (72 kbps) - Antenne 1 (72 kbps) - baden.fm (72 kbps) - bigFM (72 kbps) - Die Neue 107.7 (72 kbps) - die neue welle (72 kbps) - Energy Stuttgart (72 kbps) - Donau 3 FM (72 kbps) - egoFM (72 kbps) - Hitradio Ohr (72 kbps) - Radio 7 (72 kbps) - Radio Regenbogen (72 kbps) - Rock FM (72 kbps) - Das Neue Radio Seefunk (72 kbps) - Radio Teddy (72 kbps) - Radio Ton (72 kbps)                                                 | 10       | ND                                          | V                                         | Aalen, Alpirsbach, Bad Mergentheim (Löffelstelzen), Bad Urach (Hanner Felsen), Baden-Baden (Merkur), Baiersbronn, Blauen, Brandenkopf, Donaueschingen, Freiburg (Schönberg), Forbach, Geislingen (Oberböhringen), Heidelberg (Königstuhl), Heilbronn (Schweinsberg), Hochrhein (Rickenbach), Hornisgrinde, Karlsruhe (Grünwettersbach), Blender, Kreuzwertheim, Lahr (Schutterlindenberg), Langenburg, Mudau, Pfänder, Langenbrand, Raichberg, Ravensburg (Höchsten), Reutlingen (Scheibengipfel), Schramberg/Sulgen-Süd, Stuttgart (Frauenkopf), Witthoh, Ulm (Kuhberg) |

### Analoges Fernsehen
Bis zur Umstellung auf DVB-T wurden folgende Programme in analogem PAL gesendet:
| Kanal | Frequenz (MHz) | Programm                        | ERP (kW) | Sendediagramm rund (ND)/ gerichtet (D) | Polarisation horizontal (H)/ vertikal (V) |
| ----- | -------------- | ------------------------------- | -------- | -------------------------------------- | ----------------------------------------- |
| 37    | 599,25         | ZDF                             | 270      | ND                                     | H                                         |
| 40    | 623,25         | SWR Fernsehen Baden-Württemberg | 290      | ND                                     | H                                         |